# Agordat
Agordat (anche Curdèt, Akordat o  Ak'ordat ; in ge'ez ኣቆርዳት) è una cittadina dell'Eritrea, situata a 160 km (17,5 ore di viaggio con l'autobus) a ovest di Asmara. In passato era capoluogo della scomparsa provincia di Barca (ora divisa tra le odierne regioni di Gasc-Barca e Anseba. Nel 1929, quando era la capitale del Commissariato di Bárca, Gasc e Setìt, aveva 3 000 abitanti, di cui solo 10 erano italiani.
Agordat si trova nella parte occidentale del paese, nell'alta valle del fiume Barca, fiume ad andamento stagionale, quindi spesso asciutto. Importante centro commerciale per bestiame e dura, vi si trova una grande moschea, seconda dell'Eritrea per grandezza. Questa città era l'ultima città importante lungo la ferrovia Asmara-Biscia che venne demolita dagli inglesi durante la seconda guerra mondiale. La linea continuava fino a Biscia dove si trovava il capolinea.  L'economia locale fa affidamento sui commercianti di passaggio che si spostano tra Asmara e Cassala, oggi in Sudan. I viaggi erano in passato lenti, difficoltosi e pericolosi. Questo perché erano fatti quasi sempre con lente carovane di cammelli ed attraversavano zone calde dove era facile ammalarsi anche gravemente.
Agordat ospita un ospedale italiano, molti bar e piccoli ristoranti, un paio di rustici alberghi. Una notevole quantità di frutta e verdura dell'Eritrea, in particolare banane e arance, passa attraverso Agordat, compresa anche la frutta locale dell'Akat (palma Dum).
Agordat è un punto di passaggio per il contrabbando dal Sudan e, come tale, vi passano molti camion e commercianti sudanesi.
La città era frequentata dai Béni Amèr, dai Cunáma e dai Bária.

## Storia
Qui, durante il periodo coloniale italiano, si ebbero diversi scontri tra le truppe coloniali italiane e i dervisci, ricordate come le battaglie di Agordat (27 giugno 1890 e 21 dicembre 1893). Nel 1890 gli italiani costruirono un forte (664 m s.l.m.) dove si trova pure un monumento ai caduti delle battaglie citate.
Durante la seconda guerra mondiale, dal 26 gennaio al 31 gennaio 1941, si svolse ad Agordat una battaglia tra gli schieramenti italiani e anglo-sudanesi. La battaglia vide la vittoria degli inglesi.